# Asplenium chaseanum
Asplenium chaseanum är en svartbräkenväxtart som beskrevs av Schelpe. Asplenium chaseanum ingår i släktet Asplenium och familjen Aspleniaceae. Inga underarter finns listade.